# Acalolepta subpustulata
Acalolepta subpustulata là một loài bọ cánh cứng trong họ Cerambycidae.